# KELT-3 b
KELT-3 b – planeta pozasłoneczna odkryta przez misję KELT-North w 2012 roku metodą tranzytu, określana jako gorący jowisz, z masą szacowaną na ok. 1,5 masy Jowisza. Krąży wokół gwiazdy macierzystej w odległości 6,2 miliona kilometrów w czasie 65 godzin.